# Peter Elvers
Peter Christian Egert Elvers, född 15 februari 1803 i Steinbach nära Hamburg, död 9 oktober 1867 i Stockholm, var en tysk-svensk violinist.
Elvers, som var lärjunge till Ludwig Wilhelm Maurer, kom till Sverige 1829 och uppträdde som konsertmusiker i Stockholm. Han blev violinist vid Kungliga Hovkapellet där och invaldes 1857 som ledamot av Kungliga Musikaliska Akademien.